# L'Imposture
L'Imposture est un roman de Georges Bernanos publié en 1927 aux éditions Plon.

## Autour de l’œuvre
L’Imposture est le premier volet du diptyque prévu par Bernanos dès 1923 et dont le titre envisagé était Les Ténèbres. Le deuxième volet, La Joie, parut en 1929.
Le personnage de l'abbé Cénabre est vraisemblablement inspiré de l'abbé Brémond, prêtre en disgrâce, célèbre à l'époque, ami de Maurice Barrès et de Paul Valéry, élu à l'Académie française en 1923.

## Réceptions critiques
En 1999, le magazine américain Publishers Weekly rapproche le roman, par ses thèmes abordés, de La Puissance et la Gloire de Graham Greene paru en 1940.

## Éditions
- L'Imposture, Plon, 1927.
- L'Imposture, Le Livre de poche, 1965.
- L'Imposture, préface de Juan Asensio, Le Castor astral, 2010.